# Dmitri Muratov
Dmitri Muratov rusă: Дмитрий Андреевич Муратов; (n. 29 octombrie 1961, regiunea Samara, RSFS Rusă, URSS) este un jurnalist rus. În 2021 a primit Premiul Nobel pentru Pace.

## Biografie
Dmitri Muratov s-a născut în orașul Kuibîșev, numit azi Samara. Muratov a absolvit în 1983 facultatea de filologice a Universității de Stat Kuibîșev. În 1992 a părăsit ziarul Komsomolskaya Pravda Komsomolskaya Pravda cu oameni cu aceeași idee, pentru că nu putea fi de acord cu politica editorială și a co-fondat grupul de la etajul 6. Din 1995 până în noiembrie 2017 a fost ales redactor-șef al ziarului, redenumit acum Novaya Gazeta, care face parte din Comitetul pentru protecția jurnaliștilor (CPJ), care încă din 2007 a fost numit „singurul ziar cu adevărat critic cu acoperire națională” din Rusia. Novaya Gazeta este cunoscut pentru articolele pe subiecte sensibile, cum ar fi corupția din guvern și încălcările drepturilor omului. Muratov a contribuit la crearea „singurului ziar cu adevărat critic și de influență națională în Rusia zilei de astăzi”, conform Comitetului pentru Protecția Jurnaliștilor⁠(d). Ziarul său a influențat și dezvăluirile despre situațiile turbulente din Cecenia și din Caucazul de Nord în general.
În 2004 s-a alăturat Partidului Democratic Rus - Jabloko.
În 2016, Muratow a primit Golden Pen of Freedom Award de la WAN-IFRA.  Din 2018 a fost președinte al redacției și, prin urmare, editor, deoarece ziarul este deținut în majoritate de jurnaliști. În septembrie 2020, Muratov a semnat o scrisoare în sprijinul protestelor din Belarus.
În 2021, a primit Premiul Nobel pentru Pace, împreună cu jurnalista filipineză Maria Ressa. Ambii au primit premiul „pentru eforturile lor de a proteja libertatea de exprimare, care este o condiție prealabilă pentru democrație și o pace durabilă”.